# Roland Martin
Roland Martin (Chaux-la-Lotìere, Franco-Condado, 15 de abril de 1912 — Fixin, Borgonha, 14 de janeiro de 1997) foi um arqueólogo francês.

## Obras
- Le monde grec. 1964. Deutsche Übersetzung: Griechische Welt. Hirmer, München 1967 (mit Fotos von Henri Stierlin). Neuausgabe: Griechenland. Taschen, Köln 1994, ISBN 3-8228-9525-3 (Architektur der Welt, 7).
- Manuel d'architecture grecque. Band 1. Matériaux et techniques. Picard, Paris 1965.
- Grèce archaïque. Galimard, Paris 1968. Deutsche Übersetzung: Das archaische Griechenland 620–480 v. Chr. Beck, München 1969; 2. Auflage 1985, ISBN 3-406-03014-9 (mit Jean Charbonneaux und François Villard).
- La Grèce classique. Gallimard, Paris 1969. Deutsche Übersetzung: Das klassische Griechenland 480–330 v. Chr. Beck, München 1971; 2. Auflage 1985, ISBN 3-406-03016-5 (mit Jean Charbonneaux und François Villard).
- Grèce hellenistique. Galimard, Paris 1970. Deutsche Übersetzung: Das hellenistische Griechenland 330–350 v. Chr. Beck, München 1971, ISBN 3-406-03018-1; 2. Auflage 1988, ISBN 3-406-31715-4 (mit Jean Charbonneaux und François Villard).
- L'Urbanisme dans la Grèce antique. 2. Auflage. Picard, Paris 1974.
- Architektur der frühen Hochkulturen. Belser, Stuttgart 1975, ISBN 3-7630-1701-1 (mit Seton Lloyd und Hans Wolfgang Müller).
- com Henri Metger: La religion grecque. PUF, Paris 1976; 2. Auflage 1992.
- L'Acropole d'Athènes. BNP, Paris 1982.
- Dictionnaire méthodique de l'architecture grecque et romaine. Band 1. Matériaux, techniques de construction, techniques et formes du décor. École française, Athen 1985 (mit René Ginouvès u. a.).
- Griechenland. DVA, Stuttgart 1987, ISBN 3-421-02859-1 (Weltgeschichte der Architektur).
- Architecture et urbanisme. École française, Athen 1987.
- L'art grec. Librairie générale française, Paris 1994.